# PV-1

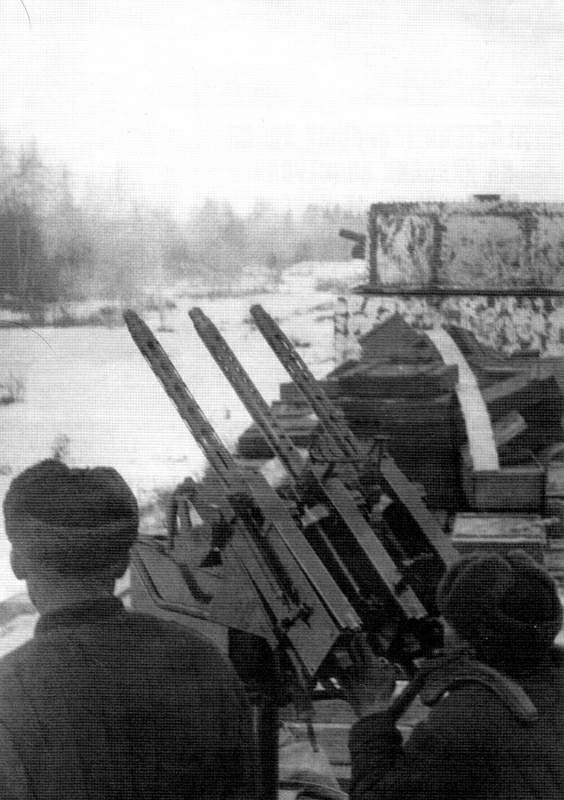

Le PV-1 (Poulemiot Vozdouchny, mitrailleuse aérienne) est une des versions à refroidissement par air de la mitrailleuse Maxim. Développée en Union soviétique durant l'entre-deux-guerres, elle a pour but d'être montée sur avion. 

## Référence
- (en) Cet article est partiellement ou en totalité issu de l’article de Wikipédia en anglais intitulé « PV-1 machine gun » (voir la liste des auteurs).